# Gibanje Svoboda
Gibanje Svoboda (deutsch Freiheitsbewegung) ist eine politische Partei in Slowenien, die als grün-liberal, sozialliberal und pro-europäisch verortet wird.

## Geschichte
Die Partei wurde am 8. Mai 2021 unter dem Namen Stranka zelenih dejanj (Z.DEJ; deutsch Grüne Aktionspartei) gegründet. Jure Leben wurde zum ersten Parteivorsitzenden gewählt. Im Januar 2022 löste der Elektroingenieur Robert Golob Leben in diesem Amt ab und ergänzte die grüne Ausrichtung der Partei unter dem neuen Namen Gibanje Svoboda mit liberalen Inhalten. Zudem nominierte die Partei Golob als Spitzenkandidat für die Parlamentswahl in Slowenien 2022. Bei der Wahl wurde die Partei mit großem Abstand stärkste Kraft. Am 25. Mai 2022 wurde das Kabinett Golob, eine Koalitionsregierung mit den Sozialdemokraten und der Linkspartei, vereidigt.
Im Juli 2022 fusionierten die Liste Marjan Šarec und die Partei von Alenka Bratušek, zwei ebenfalls sozialliberale Parteien, die den Wiedereinzug ins Parlament verpasst hatten, mit der Freiheitsbewegung.

## Wahlergebnisse

### Državni zbor
| Jahr | Wahl                | Anzahl Stimmen | % Stimmen | Anzahl Sitze | +/-  |
| ---- | ------------------- | -------------- | --------- | ------------ | ---- |
| 2022 | Parlamentswahl 2022 | 410.769        | 34,45     | 41/90        | ▲ 41 |